# Eduard Domènech Farré
Eduard Domènech Farré (o "Ferrer") (el Masnou, Maresme, 12 de maig de 1917 - París, 21 de febrer de 1962) fou un pintor català.
Tingué com a mestre el pintor masnoví Rogelio López Fernández. Va viatjar molt i va pintar el Maresme, la Costa Brava, Mallorca, França, Holanda, Dinamarca i Alemanya. Els vuit darrers anys de la seva vida va viure a París.
La seva pintura era nerviosa i enèrgica, amb tendència a l'accentuació estructural, jugant amb tonalitats opaques i pinzellada d'empastament gruixut. Sobretot va pintar paisatges i aspectes urbans pocs coneguts dels llocs que descobria en les seves visites, com ara carrerons, tanques i portes antigues. També va fer algunes natures mortes.
Al Masnou hi té dedicat un carrer anomenat "Carrer del Pintor Domènech Farré". Al carrer hi va haver entre 1955 i 2008 la fàbrica tèxtil Dogi, fundada pel germà del pintor, Josep Domènech Farré, i la seva esposa Concepció Giménez Alsina.